# Earth 2150
Az Earth 2150, más néven Earth 2150: Escape from the Blue Planet, egy valós idejű stratégiai játék, amit eredetileg 2000-ben adott ki az SSI és a Reality Pump. Az Earth 2150 az Earth 2140 folytatása, és az egyik első kereskedelmi forgalomban elérhető teljes 3D-s stratégiai játék volt. A játék folytatása, az Earth 2160, 2005 augusztusában jelent meg, és két különálló kiegészítője is van: az Earth 2150: The Moon Project és az Earth 2150: Lost Souls.

## Történet
A 22. században járunk, évekig tartó háború és mérhetetlen mértékű éhínség után a világ visszatér a normális kerékvágásba. Az egykori Egyesült Államok 12 állama csatlakozott az Egyesült  Civilizált Államokhoz (UCS). Míg Ázsiában a kánok vasökle alatt egy új birodalom jött létre, ezek a mongol leszármazottak egy olyan nevet adtak maguknak, amely egy dicsőséges korhoz való asszociációt hivatott előidézni: megalapították az Eurázsiai Dinasztiát (ED). Az UCS most már minden igényt kielégítő robotokra támaszkodott, még a hadseregüket is gépek irányították. GOLAN-t, az UCS katonai erőinek vezetőjét a közelmúltban a jelenlegi elnök parancsára megváltoztatták, ami számos hibához vezetett az egész rendszerben. Ezek egyike miatt alábecsülte az Eurázsiai-dinasztia védelmi képességeit, aminek következtében nagy erők bevetését kezdeményezte a Brit-szigetek elfoglalására. Ez a hiba újabb erőszakos háborút eredményezett, amely csaknem egy évtizedig tartott. Azonban GOLAN-nak sikerült fölénybe kerülnie a harcedzett kánokkal szemben, így az ED a fejlett atomfegyverek használatához folyamodott. Az ED újonnan kifejlesztett és még nem tesztelt atomfegyverekkel megtámadta az UCS-erők táborát az Északi-sarkon, és megpróbálta döntően véget vetni az ellenségeskedésnek. Az ebből eredő katasztrofális robbanások a Földet kimozdították a szabályos pályájáról a Nap felé. Annak tudatában, hogy a Föld pályája instabillá vált, a Holdon békésen élő harmadik csoport, a Lunar Corporation (LC) csatlakozott a háborúhoz, hogy megpróbálja legyőzni vagy megbékíteni mindkét felet az emberiség és a közjó érdekében. A játék célja, hogy a frakció elegendő erőforrást gyűjtsön egy Evakuációs Hajó megépítéséhez, lehetővé téve a játékosoknak, hogy a Marsra utazzanak, és elmeneküljenek a fenyegető apokalipszis elől – ez előrevetíti az Earth 2160-t.
Egyesült Civilizált Államok: Ez a frakció Észak- és Dél-Amerikát irányító demarchia. A név azt sugallja, hogy az Egyesült Államok fokozatosan kiterjesztette határait Amerika egészére. Az Egyesült  Civilizált Államok (UCS) egy erősen technológiai alapú frakció, és arra törekedtek, hogy robotokat használjanak az emberek helyettesítésére a lehető legtöbb pozícióban. Az UCS tudósai Jonathan Swamp elnök felügyelete alatt létrehozták a NEO-t és a GOLAN-t;  GOLAN alapvetően az UCS hadsereg vezetője volt, míg a NEO-t a politika érdekelte. 
GOLAN olyan gép volt, amely alkalmas volt arra, hogy ne csak egyenlő legyen de potenciálisan messze felülmúljon minden szerves tábornokot. Ez a gép irányította a teljes UCS hadsereget, beleértve az összes katonai robotot. Ezek a kétlábú robotok vagy mecha-k ugyanolyan hatékonyak, mint az ember által irányított járművek. 
Az UCS-nek kizárólagos hozzáférése van olyan erős fegyverekhez, mint a gránátvető, árnyékgenerátor és plazmaágyú. Az egyéb technológiák közé tartoznak a lezuhant UFO-ból visszafejtett gravitációs hajtóművek, valamint az ED-ből ellopott módosított 105 és 120 mm-es ágyúk. Az UCS járművek közé tartoznak a Tiger, Panther, Jaguar és Spider Mech, Gargoyle, Bat és Dragon repülőgépek. Az UCS egységek jellemzően lassúak és drágák, de tartósak és nagy tűzerővel rendelkeznek.
Eurázsiai Dinasztia: Lényegében egy újjáéledt Mongol Birodalom Oroszországban és Mongóliában, az Eurázsiai Dinasztia (ED) a 22. századi szabványok szerint primitív technológiát használ, például tankokat és helikoptereket. Az ED rendelkezik az energiatermelés legalapvetőbb módszereivel és egy szükségtelenül bonyolult erőforrás begyűjtő rendszerrel. Az alapvető ED egységek géppuskákkal vannak felfegyverezve, a hadsereg rendelkezik 105-mm-es ágyúkkal és rakétavetőkkel, míg a fejlettebb járművek felszerelhetők lézer- és ionágyúkkal, valamint nukleáris rakétákkal. Az ED épületei és járművei ipari jellegűek, a szovjet  érára emlékeztetőek. Jeles járműveik a Pamir, Kruszchev és Volga harckocsik, Ural "védelmi tankok", Cossack, Groznij, Thor és Khan helikopterek, valamint a legerősebb haditengerészet. Az ED egységek jellemzően egyenként gyengék, de olcsók és nagy számban gyárthatók.
Lunar Corporation: A Lunar Corporation (LC) az űrtelepesekből álló matriarchátus frakció, akik gyarmatosították a Holdat, és nem sokkal a harmadik világháború után elszakadtak a Földtől. Általában pacifista frakció. 
A matriarchális LC kénytelen a Föld felé nyitni, hogy biztosítsák az Evakuációs Hajójuk megépítéséhez szükséges ásványokat (a Hold erőforrásokban szegény, a való életben és a játékban is). A Lunar Corporation messze a legfejlettebb a három frakció közül, napenergiát, valamint antigravitációs járműveket használ (a játékban a földönkívüli technológiák kutatásának eredményeként). Emiatt nem építenek árkokat és nem ásnak alagutakat, mint az UCS és az ED. Ezenkívül a Lunar Corporation ahelyett, hogy épületeket építene, mint a másik két frakció, képes őket a pályáról a csatatérre szállítani. Harcban egzotikus fegyvereket használnak, például elektro-ágyúkat és szonikus fegyvereket (eredetileg bányászati felszerelés). Az LC egységek jellemzően gyorsak és technológiailag fejlettek, de sérülékenyek. Az egyjátékos kampányban az LC erőit tovább erősíti az Agyar néven ismert magányos idegen hajó, amely az UCS ajándéka egy szövetségért cserébe. Bár ennek az egyedülálló egységnek az elvesztése azonnali kudarcot jelent, az Agyar fegyvere képes könnyedén megtizedelni minden ellenfelet, amivel találkozik – egészen addig, amíg el nem fogy a lőszere.
| Szerző         | Értékelés |
| -------------- | --------- |
| CGM            | [ 1 ]     |
| Eurogamer      | 8/10      |
| GameRevolution | [ 3 ]     |
| GameSpot       | 8.1/10    |
| GameZone       | 9/10      |
| IGN            | 8.5/10    |
| Jeuxvideo.com  | 18/20     |

A német piacon az Earth 2150 a 22. helyen debütált a Media Control 1999. novemberi számítógépes játékeladási rangsorán December első és második felében 25. és 23. volt, mielőtt 2000 januárjában 27-re, februárban pedig 44-re esett vissza. A játék eladásai a német régióban májusra meghaladták a 60 000 darabot, ezt a teljesítményt a Topware Interactive kiadó elfogadhatónak tartotta a PC Playeres Udo Hoffman szerint. Ugyanakkor megjegyezte, hogy a játékot beárnyékolták a versenytársak , a Command & Conquer: Tiberian Sun és az Age of Empires II: The Age of Kings, és megjegyezte, hogy "utólag visszagondolva a megjelenés dátumát rosszul választották meg". David Fioretti, a PC Fun német kiskereskedő munkatársa a játék számos hibáját és a Topware "olcsó márkaként" való hírnevét említette további okokként, amelyek miatt a játék sikertelen volt.
Az Earth 2150 kereskedelmi kudarcot vallott az Egyesült Államokban. A CNET Gamecenter munkatársa, Mark Asher 2000. szeptember elején arról számolt be, hogy a játékból 23 163 darabot adtak el, és 873 855 dollár bevételt ért el az országban. Úgy érezte, hogy ez az előadás "nem minősíthető slágernek", és Tom Chick újságíró elmagyarázta, hogy "még a PC Data slágerlistáján sem jutott el".

## Fordítás
Ez a szócikk részben vagy egészben  az   Earth 2150 című angol Wikipédia-szócikk ezen változatának fordításán alapul.  Az eredeti cikk szerkesztőit annak laptörténete sorolja fel. Ez a jelzés csupán a megfogalmazás eredetét és a szerzői jogokat jelzi, nem szolgál a cikkben szereplő információk forrásmegjelöléseként.